# Alluaudomyia bohemiae
Alluaudomyia bohemiae är en tvåvingeart som beskrevs av Boorman 1997. Alluaudomyia bohemiae ingår i släktet Alluaudomyia och familjen svidknott.
Artens utbredningsområde är Tjeckien. Inga underarter finns listade i Catalogue of Life.